# Anna Williams
Anna Williams is een fictief persoon uit de Tekken-series.

## Beschrijving
Ze staat vooral bekend om haar ruzie met haar grote zus Nina Williams, die is ontstaan door de dood van haar vader, Richard WIlliams. Anna verscheen in meerdere Tekken-uitgaven, waar steeds een deel van haar verleden en gedrag werd verklaard.
De vechtstijlen die Anna gebruikt zijn Aikido en Koppōjutsu (een stijl die wordt gebruikt om de botten van de tegenstander te breken). Anna leunt echter meer naar Aikido aangezien dit de stijl van haar moeder is in tegenstelling tot de Koppōjutsu-stijl van haar vader. Haar vader heeft namelijk altijd al meer aandacht gehad voor Nina.

## Tekken 2 en 3
Anna werd hier de bodyguard van Kazuya Mishima, de man achter wie Nina op dat moment aan zat om te vermoorden. Ze deed vrijwillig mee aan het "cold sleep" project waardoor ze voor 19 jaar lang in een slaap werd gebracht en daardoor niet ouder werd, nadat dat ook bij haar zus was gebeurd (die dit echter niet vrijwillig deed). Waarom is niet zeker. Wel zou een van de redenen kunnen zijn dat ze net zoals haar zus aantrekkelijk wilde blijven. Ook wordt gezegd dat ze het heeft gedaan omdat dit de band met haar zus zou versterken. Tijdens Tekken 6 is Anna nog maar 22 jaar oud, in werkelijkheid is ze al 42. Tijdens Tekken 2 was ze al 18 jaar. Zij en haar zus Nina zijn de enige twee personages uit de Tekken-reeks die zo jong zijn gebleven.
Nadat ze 19 jaar later er nog steeds jong uitzag, kreeg Nina bij-effecten. Ze kreeg geheugenverlies en was volledig in de macht van Ogre. Dit overkwam Anna niet en ze wilde Nina stoppen.

## Tekken 5
In Tekken 5 komt Nina vrijwillig in contact met Anna. Toch krijgen ze weer ruzie al zodra Nina haar weer ziet en het loopt uit tot een schietgevecht. Ze overleeft het.
Anna neemt even later een rol aan die ze aangeboden kreeg van een regisseur. Tijdens de opnames besluit ook haar zus Nina mee te doen aan de film en speelt haar rivale in de film. Na de opnames loopt Nina weg en laat het kasteel waar het wordt opgenomen ontploffen door een bom. In de laatste Tekken uitgave, Tekken 6, blijkt Anna dit echter te hebben overleefd.

## Tekken: De animatiefilm
In deze film wordt vooral haar relatie beschreven met vrouwenverslindster Lee Chaolan en speelde zich af voor de Tekken-series. Ze is ervan op de hoogte dat hij haar gebruikt. Ze weet alleen niet dat hij het ook met Nina doet. Ook wordt hier verteld dat het Anna was, die Richard vermoordde uit jaloezie omdat hij Nina altijd meer aandacht gaf. Dat laatste is nooit bewezen. In het spel Death By Degrees (een spel gebaseerd op Nina en Anna) wordt dit tegengesproken. In het spel wordt namelijk duidelijk dat Richard is vermoord door een onbekende man, voor de ogen van (de nog jonge) Anna en Nina.